# 堀江守弘
堀江 守弘（ほりえ もりひろ、1981年9月1日 - ）は、山形県出身の日本のスキーオリエンテーリング選手。スキーオリエンテーリング以外にもフット・オリエンテーリングやMTBオリエンテーリングの競技も行っている。所属はアークコミュニケーションズスキーチーム。

## 経歴
山形県立米沢興譲館高校を卒業し、東北大学工学部に入学するとともにオリエンテーリングと出会う。スキーオリエンテーリングを始めたのは大学1年の冬で、その年に日本代表選抜合宿に参加、いきなりジュニア日本代表に選ばれるもイタリアで開催されたジュニア世界選手権では惨敗。それがきっかけとなり本場であるスウェーデンのフォルケホイスコーレにスポーツ留学することを決意することとなる。2年間ほどスウェーデンに滞在し、経験を積み技術を磨いた。帰国後はアークコミュニケーションズのスキーチームに所属し、現在は午前中はトレーニング、午後は勤務というセミプロとして活動している。

## 戦歴
スキーオリエンテーリングを専門としており、9年連続で日本トップの座に君臨し続けている。世界選手権やワールドカップへの参加経験も豊富である。同時にMTBオリエンテーリングでも日本代表に選ばれた経験があり、2007年にはチェコで開かれた世界選手権に出場している。フットオリエンテーリングのインカレ（日本学生選手権）ではショート競技で1度、団体戦で3度入賞を経験している。